# Mickey Mouse Mystery Magazine
Mickey Mouse Mystery Magazine è stata una serie a fumetti pubblicata in Italia dalla Disney dal 1999 al 2001 per dodici numeri. Venne ideato da Ezio Sisto, Simone Stenti e Alessandro Sisti già creatori della testata PK che, sulla spinta del successo di quest'ultima, tentarono un'operazione analoga con il personaggio di Topolino. Rimane nota per aver proposto una interpretazione del personaggio principale più matura e distante dalla caratterizzazione classica, con tematiche adulte e storie dalle tinte noir che includono tentati omicidi, criminalità organizzata e politici corrotti.

## Storia editoriale
Al seguito del successo della prima serie di PK, nella quale si era proposto una rivisitazione moderna di un personaggio classico come Paperinik, ottenendo un buon riscontro di pubblico, Simone Stenti propose l'idea di una nuova serie nella quale dare una svolta analoga all’altro protagonista del mondo Disney, Topolino. Una svolta supereroistica non era possibile in quanto Topolino non aveva le stesse caratteristiche di Paperino e inoltre sarebbe sembrata una semplice copia di PK. Si decise di realizzare una serie di ambientazione noir che veniva ritenuta più consona al personaggio rendendolo un vero detective privato in un contesto completamente estraneo, se non ostile, e con criminali più realistici come gangster, funzionari corrotti e sicari.
Tito Faraci è l’autore principale affiancato da Francesco Artibani e insieme realizzano la maggioranza delle storie. I disegni, a eccezione del numero zero realizzato da Giorgio Cavazzano, sono di alcuni giovani autori che avevano già lavorato per PK, come Sciarrone e Perina, oltre a Zironi e Mastantuono che realizzano tavole con un'impaginazione molto libera, anche se in maniera meno decisa rispetto a quanto fatto su PK - Paperinik New Adventures.
La serie esordì in edicola con volumi di 80 pagine a colori nel maggio 1999 con il numero ''zero'' e proseguì, con periodicità bimestrale, fino a concludersi con il numero 11 nel marzo del 2001.
Inizialmente la testata avrebbe dovuto intitolarsi "4M".
Le storie sono raccontate in prima persona tramite didascalie come nelle opere noir di Frank Miller che a sua volta traeva ispirazione dalla narrativa hard boiled.
Nonostante la serie fosse chiaramente indirizzata per come era congeniata a un pubblico più adulto di quello del settimanale Topolino, gli autori riuscirono a renderla fruibile anche a un target più giovane.
Tuttavia la serie non raggiunse il successo della serie gemella dedicata a PK e i dati di vendita non esaltanti ne determinarono la chiusura dopo dodici numeri, costringendo gli autori a concludere la trama della storia in modo affrettato. Girarono anche voci che all'interno della Disney che non tutti vedessero di buon occhio l'idea di snaturare i personaggi.

## Elenco dei volumi
Quello che segue è l'elenco dei volumi pubblicati:
| Data           | Numero | Titoli        | Testi              | Disegni             |
| -------------- | ------ | ------------- | ------------------ | ------------------- |
| Maggio 1999    | MM #0  | Anderville    | Tito Faraci        | Giorgio Cavazzano   |
| Luglio 1999    | MM #1  | The Link      | Tito Faraci        | Alessandro Perina   |
| Settembre 1999 | MM #2  | Estrelita     | Francesco Artibani | Giuseppe Zironi     |
| Novembre 1999  | MM #3  | Lost & Found  | Tito Faraci        | Claudio Sciarrone   |
| Gennaio 2000   | MM #4  | Mousetrap     | Francesco Artibani | Giuseppe Zironi     |
| Marzo 2000     | MM #5  | Firestorm     | Tito Faraci        | Alessandro Perina   |
| Maggio 2000    | MM #6  | Calypso       | Francesco Artibani | Claudio Sciarrone   |
| Luglio 2000    | MM #7  | Black Mask    | Tito Faraci        | Corrado Mastantuono |
| Settembre 2000 | MM #8  | Victoria      | Augusto Macchetto  | Stefano Turconi     |
| Novembre 2000  | MM #9  | Run Run Run   | Riccardo Secchi    | Paolo Mottura       |
| Gennaio 2001   | MM #10 | The Dark Side | Tito Faraci        | Marco Palazzi       |
| Marzo 2001     | MM #11 | Small World   | Francesco Artibani | Silvio Camboni      |

## Ristampe
Nel 2015 e nel 2016 sono state pubblicati da Panini Comics due volumi cartonati della testata Disney Omnibus contenente le ristampe di tutte le storie principali di Mouse Mystery Magazine. I volumi delle dimensioni di 18,3×27,7 di 400 pagine a colori contengono sei episodi ciascuno accompagnati da altro materiale come contenuti speciali e dietro le quinte. Le storie secondarie non vengono pubblicate.
| Volume           | Data            | Titolo                          | MM       | Pagine | ISSN               |
| ---------------- | --------------- | ------------------------------- | -------- | ------ | ------------------ |
| Disney Omnibus 1 | 9 novembre 2015 | Mickey Mouse Mystery Magazine 1 | #0 - #5  | 400    | 977242170190350001 |
| Disney Omnibus 4 | 28 ottobre 2016 | Mickey Mouse Mystery Magazine 2 | #6 - #11 | 400    | 97724217019036004  |

Nel 2021, Panini Comics ha cominciato la ristampa dell'intera serie in 7 volumi, incluse tutte le storie secondarie, per includerle poi in un cofanetto in uscita a giugno 2022 con il settimo e ultimo volume.
| Titolo                          | Data             | MM      | Pagine |
| ------------------------------- | ---------------- | ------- | ------ |
| Mickey Mouse Mystery Magazine 1 | 17 giugno 2021   | #0 - #1 | 136    |
| Mickey Mouse Mystery Magazine 2 | 19 agosto 2021   | #2 - #3 | 136    |
| Mickey Mouse Mystery Magazine 3 | 18 novembre 2021 | #4 - #5 | 136    |

## Trama
Topolino riceve una telefonata da Anderville, metropoli molto lontana da Topolinia della quale finora aveva solo sentito nominare. Gli viene detto che è proprietario di un’agenzia investigativa insieme a Sonny Mitchell, un suo ex compagno di università che non vede da anni e che ora è misteriosamente scomparso. Topolino decide di vederci chiaro e parte per Anderville dove finisce coinvolto in una serie di avventure noir e hard boiled sul genere di quelle creata da Mickey Spillane, Raymond Chandler e Dashiell Hammett.
Topolino vive ad Anderville avventure diverse da quelle a cui era abituato a Topolinia, di chiaro stampo noir, genere simile al giallo ma nel quale il protagonista è spesso un uomo comune coinvolto a livello personale nelle vicende della trama. Questa è un’operazione narrativa apparentemente non molto fattibile con un protagonista come Topolino, che come tutti gli altri personaggi classici Disney, ha caratteristiche che devono rimanere costanti nel tempo. Perciò, per rendere possibile l'idea di un contesto noir, si decise innanzitutto un cambio di ambientazione creando la città di Anderville che, a differenza di Topolinia, è sporca e caotica come nella tradizione del genere. In tal modo Topolino può interagire con un nuovo mondo di personaggi con caratteristiche completamente diverse da quelli a cui era abituato: i poliziotti sono rudi e poco amichevoli e i criminali sono vere e proprie canaglie che fanno impallidire i nemici classici come Macchia Nera e Pietro Gambadilegno. Nella serie infatti non compaiono i comprimari storici del protagonista come Pippo, Manetta o Eta Beta e soprattutto il Commissario Basettoni che fungeva da figura protettiva ma al loro posto ci sono nuovi personaggi di cui sa poco o nulla.

## Analisi critica
Si può ritenere uno dei magazine Disney più innovativi e qualitativamente migliori prodotti in Italia e Tito Faraci stesso disse che: «Per Topolino c’era la volontà di fare qualcosa di simile» a PKNA. «Un rinnovamento che fosse radicale e, allo stesso tempo, rispettoso della tradizione. Che partisse proprio da lui, da Topolino. Un personaggio gravato dalla nomea di primo della classe, di eroe perfettino. Quando invece, nelle classiche strisce disegnate da Floyd Gottfredson fra gli anni Trenta e Cinquanta, Mickey Mouse rappresentava l’uomo qualunque che finiva per puro caso in storie più grandi di lui. Storie che spesso avevano forti tinte noir e, seppure con il filtro dell’ironia, lasciavano intravedere un mondo duro e pericoloso». La svolta narrativa è tale che Topolino, insieme gli altri comprimari, appare più adulto e disincantato. Rimane la certezza della sorte di Topolino che non può né morire né essere vittima di avvenimenti irreversibili, come vorrebbero i canoni del genere ma lo stesso non vale però per tutti gli altri personaggi di Anderville.
Con questa serie si è cercato un recupero dello spirito originario di Topolino, visto come uomo comune che finisce in guai più grandi di lui, come nelle migliori storie di Gottfredson e di Romano Scarpa. Il tutto con uno stile aggiornato al nuovo secolo. Topolino risulta più simile alle origini del personaggio nel carattere e nelle storie che vive ricordando quello delle storie a strisce di Floyd Gottfredson Tito Faraci ebbe a dire che «Topolino doveva tornare lì, in quel mondo. E lasciare quella Topolinia dove tutto per lui era ormai troppo semplice. […] Si dice che per fare un eroe ci voglia una tragedia. Così, scrivendo questa sceneggiatura, ho dato a Topolino la sua tragedia: la perdita di ogni sicurezza e, forse, dell’innocenza. Ma mai del sorriso. Suo e, spero, di chi legge».

## Personaggi
- Topolino: il protagonista della serie, il più grande detective di Topolinia, che fin da ragazzo si appassionava molto a libri gialli.
- Patty Ballestreros: detective di polizia, grintosa sul lavoro ma in fondo sentimentale. Lascia la polizia e diventa una socia dell'agenzia investigativa di Topolino.
- Jan Clayton: ispettore di polizia, dal pessimo carattere ma onesto e coraggioso. I suoi rapporti con Topolino sono spesso difficili, ma i due finiranno con lo sviluppare una sincera amicizia.
- Sonny Mitchell: investigatore privato, vecchio amico di Topolino, è una simpatica canaglia, allegra ed irresponsabile, col vizio di non pagare i debiti. Misteriosamente scomparso, si è in realtà rifugiato in Messico, sotto la protezione dell'FBI, dopo aver scoperto i legami fra Lasswell e la malavita. (Il suo design ha ispirato la creazione di Wally Boump, apparso nelle storie di Paperino Paperotto).
- Vera Ackerman: fidanzata di Sonny; nei primi numeri, usa le sue amicizie nella malavita per aiutare Topolino.
- Sarah Fossett: segretaria di Sonny e poi di Topolino.
- Alfredo McEsposito: portiere dello stabile dove ha sede l'agenzia investigativa di Topolino.
- Muck Rackers: cronista d'assalto dell'Anderville Star Tribune, (il suo nome deriva da un'espressione statunitense, letteralmente "rastrellatori di letame", usata per indicare i giornalisti d'inchiesta).
- William Stanson: procuratore distrettuale, conduce il processo a Lasswell.
- Tomoka Marshall: nativo americano, ex soldato dei corpi speciali ed ex detenuto; dopo che Topolino, nel n. 1. (The link), lo ha scagionato da un'ingiusta accusa, Tomoka ritorna nel n. 10. (The dark side), come aiutante della signora Nailsmith nel recupero degli ex-detenuti.
- Little Cesar è il proprietario di un bar di Anderville, chiamato col suo stesso nome, frequentato abitualmente da Topolino; Little Cesar e i suoi avventori collaborano con Topolino nelle indagini, dandogli informazioni e a volte in modo più attivo, e con la loro amicizia lo aiutano a non sentire troppo la nostalgia di Topolinia. (Il nome è un omaggio a Piccolo Cesare, un classico film di gangster, ed è chiaramente ironico, perché il personaggio è in realtà alto e robusto).
- Eddie Megget: allibratore.
- Stan Passatelli: edicolante.
- Burke: taxista, dalla guida spericolata, privo del minimo rispetto per le norme stradali, conduce il suo taxi per le strade di Andreville, della quale conosce ogni vicolo e ogni scorciatoia.
- Ray e Dash :clienti fissi alla tavola calda di Little Caesar, non mancano mai di criticare la sua cucina con taglienti battute e di dare una mano a Topolino
- Chester Soup: giornalista dell'Anderville Star Tribune, tanto ambizioso quanto pasticcione e strampalato; è protagonista di brevi storie comiche, pubblicate nelle ultime pagine della rivista.

### Antagonisti
- Henry J. Lasswell: imprenditore edile ed uomo politico, colluso con la malavita; messo sotto inchiesta dal procuratore Stanson, dopo un tormentato processo, a cui prendono parte come testimoni anche Sonny e Topolino, viene condannato per reati minori e assolto per le accuse più gravi nel n. 6.
- Leopold Milligham: corrotto magnate dell'elettronica che viene spesso sconfitto da Topolino.
- Gloria Gump: temuta direttrice del carcere di Older, concede ai suoi detenuti, in cambio di servizi vari, un trattamento di favore e persino la possibilità di lasciare momentaneamente la prigione.
- Rud Kaminski: sicario al servizio di Lasswell. È il primo avversario di Topolino che viene sconfitto e poi arrestato dalla polizia grazie a Topolino nel n. 0.
- Il professore: così chiamato per il tono dottorale con cui spiega i propri piani agli uomini della sua banda; è amico di Vera Ackerman. Viene licenziato dal ruolo di cattivo e quello di antagonista e diventa alleato di Topolino e i suoi amici, ma anche della polizia.
- Seth Salem: rapinatore, detenuto ad Older, al servizio di Gloria Gump. Salem ritorna nel n. 6 per vendicarsi di Topolino in carcere, ma ha fallito, viene sconfitto da Topolino e poi arrestato dalla polizia dopo l'arresto mortale di Gloria Gump.
- Sharky: uno scherano di Lasswell che viene sconfitto da Topolino e arrestato dalla polizia nel n. 6.
- Camilla White / Sfinge: misterioso killer, entra sul treno nel quale sta viaggiando Topolino col tentativo di ucciderlo, ma invano. Alla fine del n. 7 la sua identità viene svelata e viene arrestato dalla polizia. (Il suo nome è un rimando all' omonimo personaggio del videogioco Street Fighter).
- L'evaporatore: proprietario di un'agenzia che procura nuove identità a chi ne abbia bisogno (fra i suoi clienti c'è anche Sonny); nel n. 8 obbliga col ricatto Topolino a lavorare per lui, ma alla fine del n.8 perde la sua posizione a capo dell'agenzia, venendo retrocesso a scrittore di identità fittizie.
- Paul Lozano: un folle e silenzioso dinamitardo che nutre un profondo odio irrazionale per Topolino che lo sconfisse e lo fece arrestare dalla polizia nel n. 9.
- Victor Starker: poliziotto corrotto, spietato, disonesto e senza scrupoli, ha organizzato una squadra di vigilanti (la Dark Side), sfruttando la buonafede dei suoi uomini per scopi criminali, ma con il crollo e la chiusura della Dark Side, viene arrestato dalla polizia nel n. 10.
- Harvey Manson: conosciuto anche come l'avvocato Craig, è un folle piromane. È l'ultimo avversario di Topolino che lo arresta alla fine di un rapido inseguimento nel n. 11.